# Julian Niedzielski
Julian Niedzielski (18. května 1849 Strzyżów (Polsko) – 20. října 1901 Vídeň) byl rakouský architekt.

## Život
Julian Niedzielski se narodil v Strzyżów v podkarpadském vojvodství. Vystudoval střední škole a Technický institut v Krakově. 1868–1870 studoval na Technické vysoké škole ve Vídni u Heinricha von Ferstela. Během studií pracoval v několika soukromých ateliérech. Po ukončení studií byl zaměstnán v ateliéru Heinricha von Ferstela. V době studií také pod vedením Ferstela pracoval na stavbě vídeňské university. Po Ferstelově smrti spolu s Heinrichem Köchlinem s výstavbu university dokončili v roce 1883. Za to byl vyznamenán rytířským křížem Řádu Františka Josefa. S Hansem Mikschem se účastnili s úspěchem různých architektonických soutěží. V roce 1881 zvítězili v soutěži na divadlo v Liberci a v témže roce založili společnou projekční kancelář ve Vídni. V roce 1896 J. Niedzielski Vstoupil do státních služeb ministerstva vnitra ve Vídni jako stavební rada a od roku 1899 vrchní stavební rada. V letech 1897 až 1899 společně s Otto Hoferem pokračovali ve výstavbě nového Hofburgu. Zemřel nečekaně ve věku 53 let. Oceněním za služby městu Vídni mu byl zřízen čestný hrob na centrálním hřbitově.
Od roku 1882 byl členem Svazu výtvarných umělců Vídně.

## Dílo

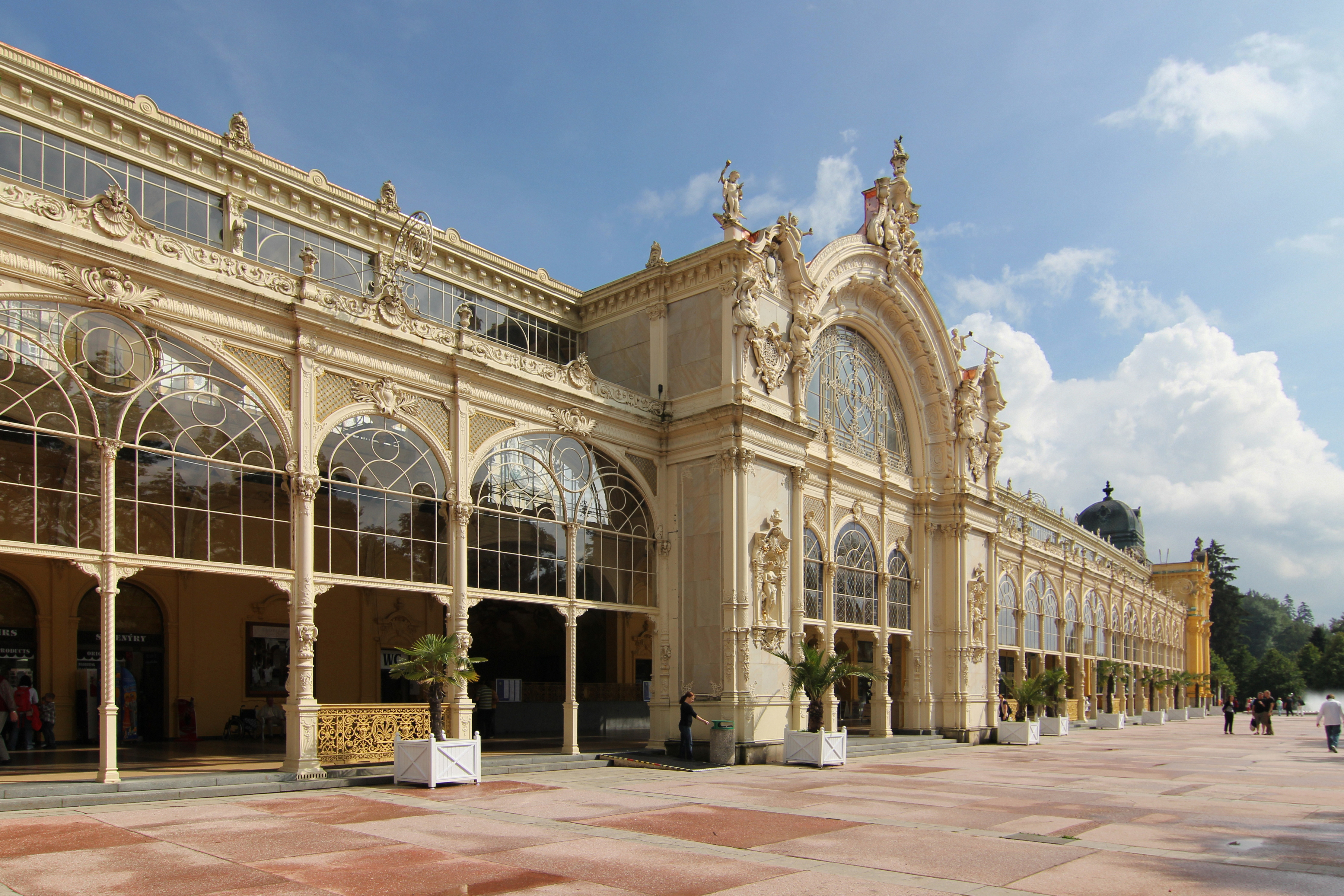
Kolonáda v Mariánských Lázních.

Julian Niedzielski byl ovlivněn Heinrichem von Ferstelem (dokončení univerzity nebo restaurování skotského kostela ve Vídni). Později projektoval ve stylu pozdního historismu. Projekční kancelář Miksch & Niedzielski také prosazovala nové moderní konstrukce ze železa a skla.
- 1870–1883 dostavba vídeňské university (s Heinrichem Köchlinem)
- 1888–1891 správní budova spořitelny, Liberec (s Mikschem)
- 1885 restaurování skotského kostela ve Vídni, novorenesanční styl (vidět vliv Ferstela)
- 1888–1889 vila Ludwiga Wolfruma v Ústí nad Labem (Winstona Churchilla 2, Ústí nad Labem - centrum 1344), stavitel Carl Mayer z Děčína. Úpravy v roce 1935.[3] (s Mikschem)

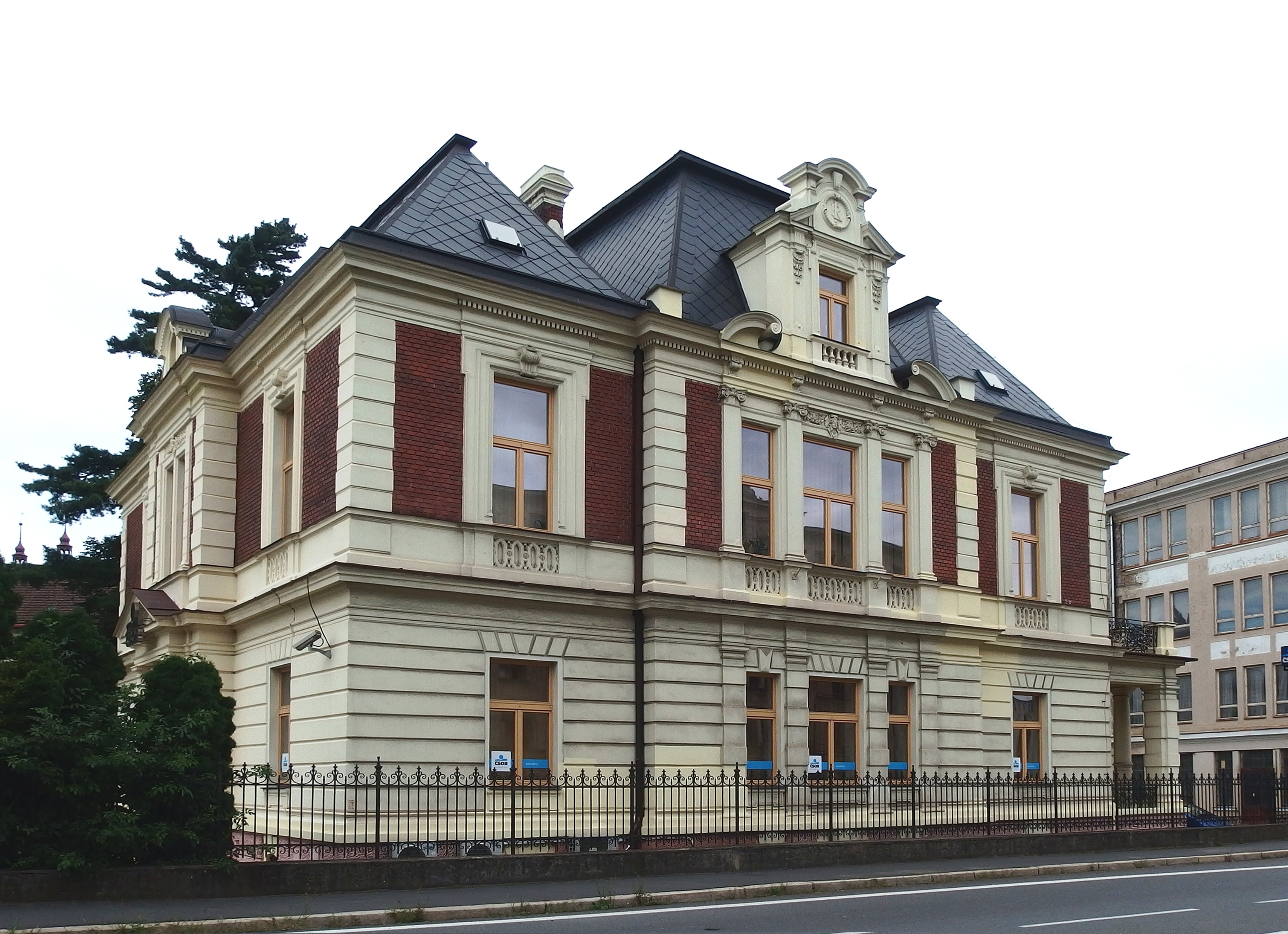
Vila Rudolfa Larische v Krnově

- Vila Rudolfa Larische v Krnově1888 vila Rudolfa Larische, Krnov, kombinace severské renesance s manýrizmem, průčelí s rizality, štíty a balkony, využito střídání omítaného a režného zdiva. V roce 1929 podle architekta Leopolda Bauera bylo přistavěno zadní křídlo.[2][4] Vila je kulturní památkou ČR.[5] (s Mikschem)
- kolem 1890 vila Petschka v Ústí nad Labem, v Čechách, (s Mikschem)
- 1889 Lázeňské kolonády, Mariánské Lázně, vítězný soutěžní projekt. Novobarokní litinová prosklená stavba je postavena na bývalé uzavřené lázeňské promenádě. Litinová konstrukce byla odlita v Strojírnách knížete Salma v Blansku. Lázeňská kolonáda byla přejmenována v roce 1951 na Kolonádu Maxima Gorkého. Dne 1. července 2010 se Kolonáda Maxima Gorkého stala národní kulturní památkou ČR[6].(s Mikschem)
- 1890 obytný a obchodní dům ve Vídni 1, Wollzeile 36 / Stubenbastei 2-4,(s Mikschem)
- 1891 vila Haberhof, Vídeň 2, Mühlfeldgasse 15 / Nordbahnstraße 46-48 / Darwingasse 38.(s Mikschem)
- 1892 vila Wolfruma v Ústí nad Labem (Na schodech 1601/10, Ústí nad Labem). Vila je kulturní památkou ČR.[7] (s Mikschem)
- 1893 Vstupní brána do zoologické zahrady v Prátru, Vídeň 2 (zbořeno v roce 1902), renezanční styl vstupní brány, zdobená figurami zvířat, naopak restaurace byla směsicí barokních a renesančních prvků s balkony a lodžiemi. (s Mikschem)
- 1894 radnice se spořitelnou v Novém Sadci (Nowy Sącz) v Polsku. (s Mikschem)
- kolem 1895 továrna pro rodinu Wolfrum v Ústí nad Labem. (s Mikschem)
- 1897–1899 výstavba vídeňském Hofburgu (s Otto Hoferem)

V 1911 podle původních projektů Hanse Miksche a Juliana Niedzielskiho bylo postaveno gymnázium, Vídeň 1, Stubenbastei 6-8 (fasáda Simplified), novobarokní sloh, vestibul s kazetovým stropem s centrální schodištěm s novobarokním kamenným zábradlím.

### Nerealizované stavby
- 1881 divadlo v Liberci - 1. cena v soutěži (s Mikschem)
- 1885–1888 léčebný a lázeňský ústav v Krynici (s J. Zawiejskim)
- 1887 radnice v Liberci - 2. cena v soutěži (s Mikschem)
- 1887 Uměleckoprůmyslové muzeum v Liberci (s Mikschem)
- kolem 1898 vládní budova v Meranu (s Mikschem)

### Vyznamenání
- Řád Františka Josefa rytířský kříž